# Sasykköl
Sasykköl (t. Sasyk-kul, Sasyk-kol; ros. Сасыкколь) – bezodpływowe jezioro we wschodnim Kazachstanie. Powierzchnia – przeciętnie 600 km², 736 km² przy maksymalnym stanie wody, głębokość – 3,3 m przeciętna, 4,7 m przy maksymalnym stanie wody, wysokość lustra wody – 347 m n.p.m. Reżim mieszany.
Jezioro Sasykköl leży w dolinie Emin – wschodniej części Kotliny Bałchasko-Ałakolskiej. Jest otoczone rozległymi bagniskami. Zasilają je rzeki spływające z okolicznych pasm górskich – Tarbagataj na północy i Dżungarskiego Ałatau na południu, spośród których największe to Tentek i Karakoł. Jezioro nie ma naturalnego odpływu powierzchniowego, natomiast sztuczny kanał łączy je z pobliskim jeziorem Ujały. Brzegi jeziora są niskie i zarośnięte. Wahania poziomu wody wynoszą do 3 m. Jezioro zamarza w listopadzie, taje w kwietniu. Na jeziorze uprawia się rybactwo.